# Гончарова Аліна Сергіївна
Гончарова Аліна Сергіївна (нар. 19 травня 1990) — художник, член Національної спілки художників України.

## Біографія
Народилася  в місті Лубни Полтавської області.
2005-2007 рр. навчалася в Гадяцькому училищі культури (зараз коледж культури і мистецтв) ім. І. П. Котляревського.
2007-2013 рр. навчалася в Косівському  інституті прикладного та декоративного мистецтва Львівської національної академії мистецтв за спеціалізацією «художнє ткацтво».
З липня 2011 р. член Косівської регіональної організації Національної спілки художників України.
З грудня 2014 р. член молодіжного творчого об'єднання молодих художників «Друга неділя жовтня» Полтавської обласної організації Національної спілки художників України.
З січня 2016 р. голова правління громадської організації «Художників Лубенщини «Пектораль».
Член Національної спілки художників України.

## Нагороди
Лауреат премії імені Володимира Малика в номінації «Мистецтво та монументальна скульптура»
Лауреата обласного конкурсу «Краща книга Полтавщини» в номінації «Культура і мистецтво» за книгу «У глибині своїх дум розчиняючись…», дипломом III ступеня.
2020 р. відзначена іменною стипендією Президента України.
Активно працює в техніках художнього текстилю — валяння та гарячого батику. Використовуючи авторські прийоми поєднання з писанкарством.

## Виставки
Авторка численної кількості персональних та учасниця Всеукраїнських виставок, призерка багатьох міжнародних виставок-конкурсів та колективних виставок, серед яких:
- «Ukrainian Art Week» (2010 р., 2 та 3 місце),
- «Kazakhstan Art Week» (2010 р., 2 місце).
- «St. Petersburg`s Art Week» (2010 р., 1, 1, 2 та 3 місця в різних номінаціях).
- Виставка «Art Weekin Berlin» (2011 р.)

Творить власний неповторний чарівний світ за допомогою мистецтва, що полонить її душу. Її роботи вишукані в кольоровому співвідношенні, в технічному виконанні, тонкі стилізації мають глибоке почуття сучасності.
Творчий діапазон широкий — від живописних образів до складних композиційних творів, з використанням різноманітних матеріалів. Її твори також пов'язані з релігійною тематикою.

## Картини
- "Ласка сонячного проміння" (2010 р.),
- "Архангел Гавриїл" (2011 р.),
- "Ой ти, весно, веснися!" (2011 р.),
- "Вірність" (2012 р.),
- "Благодать" (2015 р.),
- "Христос ся Рождає! Славімо Його!" (2016 р.),
- "Щасливі миті життя…". Триптих (2016 р.).
- "На Великдень писанку розмалюю! Маму з татом, бабу з дідом поцілую…" (2017 р.) та ін.